# جيزا ناجي (مترجم)
جيزا ناجي (بالرومانية: Géza Nagy)‏ (و. 1914 – 1981 م) هو مترجم، ولغوي روماني، توفي في كلوج نابوكا، عن عمر يناهز 67 عاماً.